# 술라웨시땃쥐
술라웨시땃쥐(Crocidura lea)는 땃쥐과에 속하는 포유류의 일종이다. 인도네시아의 토착종이다.

## 특징
꼬리 길이 51~55mm를 제외한 몸길이가 60~62.7mm인 작은 땃쥐이다. 발 길이는 12,5~14mm이고 몸무게는 최대 5.5g이다. 등 쪽은 거무스레한 반면에 배 쪽은 좀더 밝은 색을 띤다.

## 생태
야행성 동물이다. 먹이는 작은 무척추동물이다.

## 분포 및 서식지
인도네시아 술라웨시섬의 북부와 중부 지역에 널리 분포한다. 해발 최대 1,000m 이하의 열대 우림에 서식한다.